# Pedestales de Biahmu

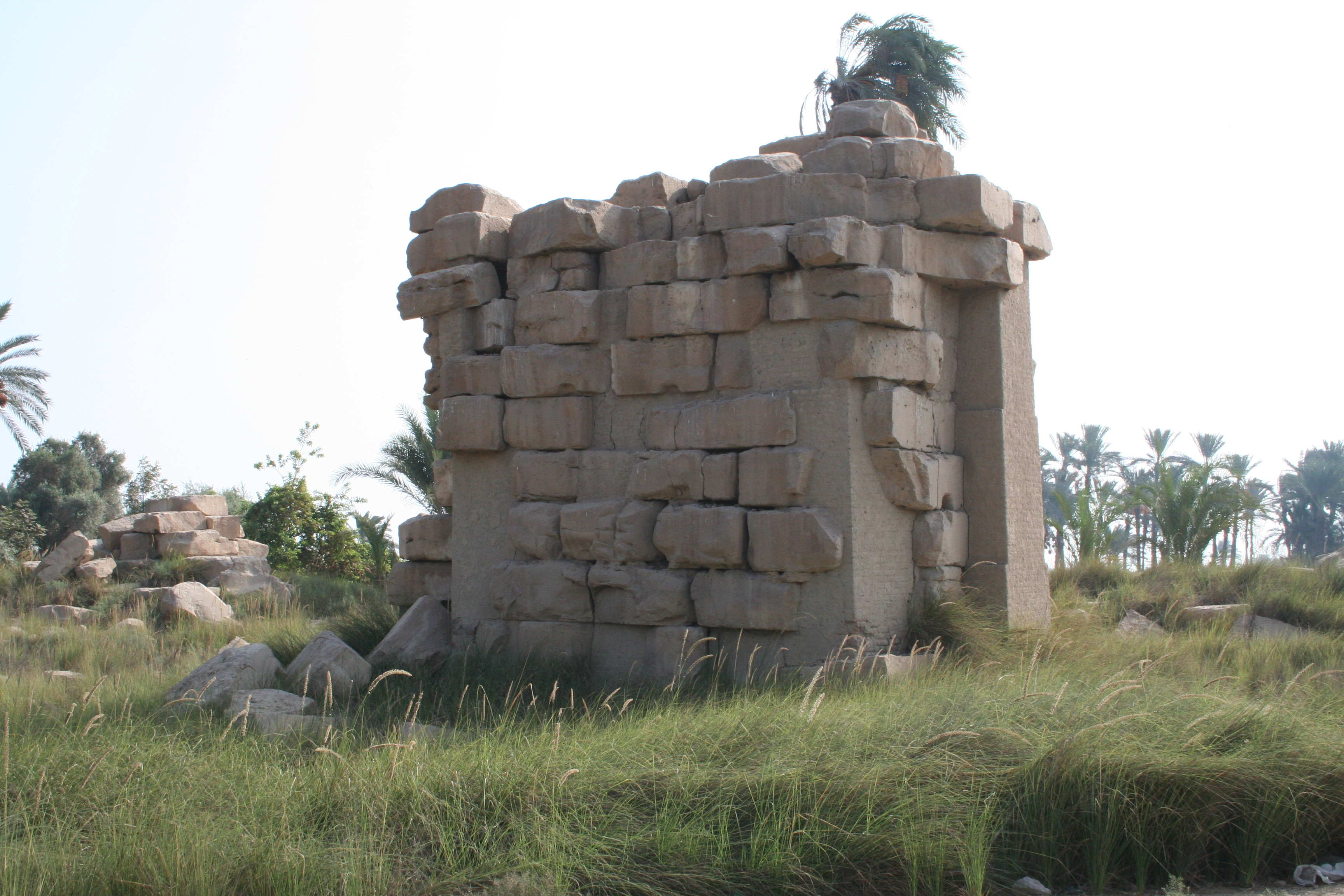
Uno de los pedestales de Biahmu (2006).

Los pedestales de Biahmu (también escrito Biyahmū) son los restos de los basamentos de dos estatuas colosales erigidas por el antiguo faraón egipcio Amenemhat III. Las ruinas, que alguna vez estuvieron a orillas del lago Moeris, debido a la progresiva desecación de este ahora están más lejos, se ubican en el Oasis de Fayún, a 6,4 km al norte de la ciudad de Fayún. Los colosos fueron destruidos hace mucho tiempo y sólo han sobrevivido sus bases.

## Nombre
Los pedestales son conocidos por una variedad de nombres, incluidos los "Colosos de Biahmu"  y las "Pirámides de Biahmu". Localmente, a menudo se les conoce como Al-Ṣanam (الصنـمـ‎), que en árabe significa "El ídolo". Históricamente, las ruinas también han sido llamadas Haram Biyahmū ("Pirámide de Biahmu"), Rigl Farun ("El pie del faraón") y Mustuhamel ("Los bañados").

## Historia

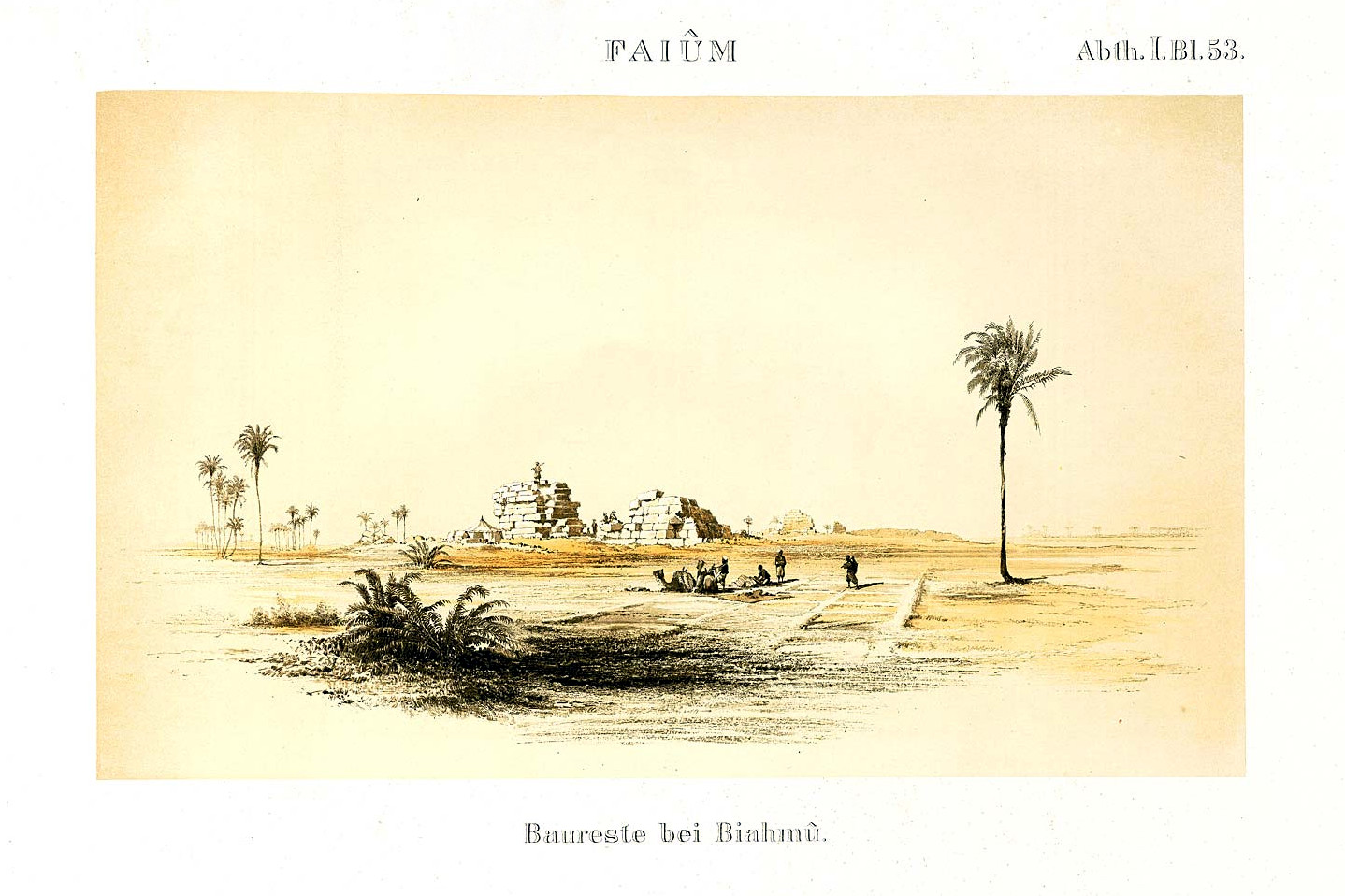
Un dibujo de las ruinas realizado por Karl Richard Lepsius en 1849.

La primera mención de las estatuas se puede encontrar en la obra del historiador griego Heródoto ( fl. siglo V a. C.), quien afirma en sus Historias que "en el centro [del lago Moeris ] se encuentran dos pirámides, elevándose a una altura de cincuenta brazas sobre la superficie del agua y extendiéndose hasta abajo, coronó a cada una de ellas con una estatua colosal sentada sobre un trono". La afirmación de Heródoto de que las estatuas se elevaban "cincuenta brazas" sobre el lago es claramente "muy exagerada". Además, dada la impracticabilidad de construir pirámides en el agua, el egiptólogo británico William Matthew Flinders Petrie plantea la hipótesis de que Heródoto escribió sobre estas estatuas durante una época en la que el área se había inundado. Afirmaciones similares a las hechas por Heródoto fueron repetidas más tarde por Diodoro Sículo (fl. siglo I a. C.) y Plinio el Viejo (23/24 d. C. - 79).
En 1245, el escritor árabe Abu Osman el-Nabulsi el-Safadi informó que la parte superior de ambas estatuas había sido parcialmente destruida en la búsqueda de supuestos tesoros. En 1672, el teólogo Johann Michael Vansleb escribió que sólo podía distinguir los restos de una de las dos estatuas, y cuando el escritor de viajes inglés Richard Pococke visitó el lugar en 1737, sólo quedaban las bases. En el siglo XIX, William Matthew Flinders Petrie estudió el sitio, al igual que Labib Habachi en la década de 1940. Habachi proporcionó pruebas de que las estatuas habían sido levantadas por Amenemhat III, y Petrie argumentó que cada una tenía originalmente 18 m de altura y estaban rodeadas por un patio con muros de talud. En los pedestales había representaciones talladas de los 42 nomos (divisiones territoriales) del antiguo Egipto. Las estatuas alguna vez estuvieron en una calzada que bordeaba el lago Moeris. Los colosos flanqueaban un camino que conducía a la antigua ciudad de Arsinoe (es decir, Crocodilopolis).